# Sturgeon, Missouri
Sturgeon är en ort i Boone County i Missouri.  Vid 2010 års folkräkning hade Sturgeon 872 invånare.